# Bytiny
Bytiny (též V Bytinách, 343 m n. m.) je plošina v okrese Louny Ústeckého kraje. Její vrchol leží asi 1,5 km severozápadně od obce Toužetín na jejím katastrálním území a území vsi Donín.
Po jihovýchodním okraji vede silnice I/7.

## Geomorfologické zařazení
Geomorfologicky vrch náleží do celku Dolnooharská tabule, podcelku Hazmburská tabule, okrsku Smolnická stupňovina a podokrsku Hřivčická stupňovina.